# Anatole Bailly
Anatole Bailly /baˈji/ (Orléans, 16 dicembre 1833 – Orléans, 12 dicembre 1911) è stato un grecista, lessicografo e docente francese.

## Biografia
Nato in una famiglia di Orléans relativamente benestante (suo padre era il direttore dell'impresa di diligenze "L'Orléanaise" e sua madre aveva un piccolo emporio), dopo il diploma si recò a Parigi, dove studiò in un'istituzione privata per poi sostenere l'esame di laurea nel 1853 all'École normale supérieure. 
Dopo l'abilitazione, fu fapprima insegnante in un liceo di Lione, quindi dal 1859 al Lycée Louis-le-Grand di Parigi. Nel 1861 rientrò nella casa natale, a Orléans, dove fu professore di greco per tutta la vita al Lycée Pothier (andò in pensione nel 1889).
Competente e coscienzioso, fu però un insegnante di grande modestia che preferì dedicarsi a manuali, grammatiche e dizionari più che a ricerche originali. Collaborò al Dictionnaire étymologique Latin (1885) di Michel Bréal e nel 1895 pubblicò il più importante dizionario greco-francese del tempo, ricco di citazioni di autori classici, notizie di mitologia e religione (vi collaborò anche il suo insegnante, Émile Egger), includendo nomi comuni e propri dalle origini all'inizio del VII secolo (dunque anche le sacre scritture e i padri della Chiesa).
Si interessò anche di storia locale e fece parte della "Société d'Agriculture, Sciences, Belles-lettres et Arts d'Orléans", e della "Société archéologique et historique de l'Orléanais". A livello nazionale, fu membro del "Conseil académique de Paris", e dell'"Association pour l'encouragement des études grecques en France" (fin dalla fondazione, nel 1867), corrispondente dell'Institut de France per l'Académie des inscriptions et belles-lettres e dal 1889: "officier d'Académie", "chevalier de la Légion d'honneur, e "chevalier de l'ordre royal du Sauveur de Grèce".

Dopo la pubblicazione nel 1885 del Dictionnaire étymologique latin, redatto da Michel Bréal, Bailly termina il Dictionnaire grec-français con la collaborazione di Émile Egger nel 1895. Quest'ultima opera gode di buona reputazione scientifica. La versione abrégée apparve nel 1901. Fu lavorando alla correzione di una riedizione di quello che diventerà il Le Bailly che morì improvvisamente nella sua casa natale, dove si è svolta la maggior parte della sua esistenza. Fu sepolto nel Cimitero grande di Orléans.
Il suo dizionario, aggiornato da Louis Séchan e Pierre Chantraine nel 1933 e nel 1950, è ancora in uso (noto anche come Le grand Bailly, l'ultima edizione è del 2000).

## Opere principali
- introduzione storica a Grammaire générale et raisonnée de Port-Royal, 1846; ristampa anastatica, Genève: Slatkine, 1968
- Manuel pour l'étude des racines grecques et latines (con Émile Egger), Paris: Durand et Pedone Lauriel, 1869
- Étymologie et histoire des mots "Orléans" et "Orléanais", Orléans: Herluison, 1871
- Grammaire grecque élémentaire, rédigée d'après les plus récents travaux de philologie grecque et suivant les principes de la méthode comparative, Paris: Durand et Pedone Lauriel, 1873
- Les mots latins: groupes d'après le sens et l'etymologie (con Michel Bréal), Paris: Hachette, 1882
- Les mots grecs: groupes d'après la forme et le sens (con Michel Bréal), 1882
- Dictionnaire étymologique latin (con Michel Bréal), Paris: Hachette, 1885
- Dictionnaire grec-francais à l'usage des élèves des lycées et des collèges (con la collaborazione di Émile Egger), Paris: Hachette, 1895
- Abrégé du dictionnaire grec français, Paris: Hachette, 1900